# Dimityr Grekow (ur. 1958)
Dimityr Ferdinadow Grekow, bułg. Димитър Фердинадов Греков (ur. 22 stycznia 1958 w Lubimecu) – bułgarski agronom, profesor, były rektor Uniwersytetu Rolniczego w Płowdiwie, w latach 2013–2014 minister rolnictwa i żywności.

## Życiorys
W 1984 ukończył studia w Wyższym Instytucie Rolniczym w Płowdiwie, uzyskał następnie doktorat. Początkowo pracował jako agronom w rodzinnej miejscowości, później zajął się działalnością dydaktyczną w ramach macierzystej uczelni (przekształconej w Uniwersytet Rolniczy w Płowdiwie). W 1995 objął stanowisko docenta, a w 2010 uzyskał pełną profesurę, specjalizując się w jedwabnictwie. Od 1999 do 2007 był dziekanem wydziału agronomicznego, następnie do 2013 rektorem uczelni. Pracował przy międzynarodowych projektach agronomicznych. W 2011 powołany w skład doradczej rady naukowej Bułgarskiej Akademii Nauk.
Związany z Bułgarską Partią Socjalistyczną. Z jej rekomendacji w maju 2013 został ministrem rolnictwa i żywności w gabinecie Płamena Oreszarskiego. Urząd ten sprawował do sierpnia 2014. Powoływany później w skład państwowej komisji akredytacyjnej.